# Gråkronad tetraka
Gråkronad tetraka (Xanthomixis cinereiceps) är en fågel i familjen madagaskarsångare inom ordningen tättingar.

## Utseende och läten
Gråkronad tetraka är en liten (14 cm), slank och prydligt tecknad fågel med få särskiljande karaktärsdrag. Den är grön på ryggen, ljusgrå på hjässan och örontäckarna, vit på strupen och gul på undersidan. Näbben är tunn och ljusrosa med mörkare kulmen. Benen är medelgrå. Gråkronad tetraka skiljer sig från liknande vitbrynad tetraka genom den gula snarare än persikofärgade undersidan liksom avsaknad av ett ljust ögonbrynsstreck.

## Utbredning och systematik
Gråkronad tetraka återfinns enbart i regnskogar på östra  Madagaskar. Den behandlas som monotypisk, det vill säga att den inte delas in i några underarter.

## Familjetillhörighet
Tetrakorna i Xanthomixis har traditionellt betraktats som bulbyler (Pycnonotidae) och till och med inkluderats i bulbylsläktet Phyllastrephus. DNA-studier visar dock att de tillhör en grupp fåglar som enbart förekommer på Madagaskar och som numera urskiljs som en egen familj, Bernieridae. Gråkronad tetraka är systerart till vitbrynad tetraka (X. apperti).

## Levnadssätt
Gråkronad tetraka hittas i bergsbelägna gammelskogar, framför allt vid mellan 1400 och 1800 meters höjd). Den hittas inte i skog påverkad av människan, ej heller i torrare skog i regnskugga. Fågeln ses ofta klättra likt en hackspett på mosstäckta stammar, men tar även insekter från buskage i undervegetation. Endast undantagsvis ses den på marken.

### Häckning
Häckning har konstaterats i november och nyligen flygga fåglar har setts i månadsskiftet november–december. En observation av tre individer som matar två ungar i ett bo tyder på att arten häckar kooperativt. Den lägger tre ägg i ett skålformat bo av mossa som placeras en till två meter ovan mark i en vågrät trädklyka eller på en gren.

## Status
Arten antas ha en relativt liten population som dessutom tros minska relativt kraftigt i antal till följd av habitatförlust. Internationella naturvårdsunionen IUCN kategoriserar arten som nära hotad.